# 49 Piscium
49 Piscium är en vit stjärna som ligger i Fiskarnas stjärnbild.
49 Piscium har visuell magnitud +6,82 och är inte synlig för blotta ögat ens vid god seeing. Stjärnan befinner sig på ett avstånd av ungefär 345 ljusår.